# Зігфрід фон Форстнер
Барон Зігфрід фон Форстнер (нім. Siegfried Freiherr von Forstner; 19 вересня 1910, Ганновер — 13 жовтня 1943, Атлантичний океан) — німецький офіцер-підводник, корветтен-капітан крігсмаріне. Кавалер Лицарського хреста Залізного хреста.

## Біографія
1 квітня 1930 року вступив на службу у ВМФ. Служив на легкому крейсері «Нюрнберг», на якому брав участь в перших боях Другої світової війни. В квітні 1940 року переведений в підводний флот, служив на підводному човні U-99, яким командував Отто Кречмер. З 11 листопада 1940 по 16 квітня 1941 року — командир навчального човна U-59, з 21 травня 1941 року — U-402 (Тип VII-C). В основному діяв в Північній Атлантиці проти конвоїв союзників і став одним з найрезультативніших командирів підводних човнів 1943 року. 13 жовтня 1943 року U-402 був потоплений в Північній Атлантиці північніше Азорських островів (48°56′ пн. ш. 29°41′ зх. д.) торпедою бомбардувальника «Евенджер» з ескортного авіаносця ВМС США «Кард». Всі 50 членів екіпажу загинули.
Всього за час бойових дій потопив 15 кораблів загальною водотоннажністю 71 036 тонн і пошкодив 3 кораблі водотоннажністю 28 682 тонни.
| Дата             | Назва корабля                  | Тип                  | Тоннаж | Вантаж | Екіпаж | Загинули | Країна             | Конвой |
| ---------------- | ------------------------------ | -------------------- | ------ | --- | ------ | -------- | ------------------ | ------ |
| 16 січня 1942    | Llangibby Castle (пошкоджений) | Військовий транспорт | 11,951 | 1164 військовослужбовців і військових матеріалів, включаючи 500 тонн нафти                                       | 1356   | 26       | Британська імперія | WS-15  |
| 13 квітня 1942   | Empire Progress                | Торговий пароплав    | 5,249  | Баласт | 50     | 12       | Британська імперія | ON-80  |
| 30 квітня 1942   | Ашхабад                        | Торговий пароплав    | 5,284  | Баласт | 47     | 0        | СРСР               |        |
| 2 травня 1942    | USS Cythera (PY-26)            | Патрульна яхта       | 602    | | 71     | 69       | США                |        |
| 2 листопада 1942 | Empire Sunrise (пошкоджений)   | Торговий пароплав    | 7,459  | 10.000 тонн сталі та деревини                                                                                    | 51     | 0        | Британська імперія | SC-107 |
| 2 листопада 1942 | Dalcroy                        | Торговий пароплав    | 4,558  | 1809 тонн сталі і 2044 стандарти деревини                                                                        | 49     | 0        | Британська імперія | SC-107 |
| 2 листопада 1942 | Rinos                          | Торговий пароплав    | 4,649  | 6151 тонна генеральних вантажів і транспортних засобів                                                           | 31     | 5        | Королівство Греція | SC-107 |
| 2 листопада 1942 | Empire Leopard                 | Торговий пароплав    | 5,676  | 7410 тонн цинкових концентратів і боєприпасів                                                                    | 41     | 37       | Британська імперія | SC-107 |
| 2 листопада 1942 | Empire Antelope                | Торговий пароплав    | 4,945  | 5560 тонн генеральних вантажів, включаючи сталь                                                                  | 50     | 0        | Британська імперія | SC-107 |
| 7 лютого 1943    | Toward                         | Торговий пароплав    | 1,571  | | 74     | 46       | Британська імперія | SC-118 |
| 7 лютого 1943    | Robert E. Hopkins              | Паровий танкер       | 6,625  | 68 000 барелів мазуту Адміралтейства                                                                             | 57     | 15       | США                | SC-118 |
| 7 лютого 1943    | Daghild (пошкоджений)          | Тепловий танкер      | 9,272  | 13000 тонн дизельного пального і палубних вантажів (літаки, баржі і британський десантний корабель HMS LCT-2335) | 39     | 0        | Норвегія           | SC-118 |
| 7 лютого 1943    | Afrika                         | Торговий теплохід    | 8,597  | 5000 тонн сталі і 6457 тонн державних і генеральних вантажів, включаючи зерно і вибухівку                        | 60     | 23       | Британська імперія | SC-118 |
| 7 лютого 1943    | Henry R. Mallory               | Військовий транспорт | 6,063  | Вантажівки, цистерни, одяг, продукти харчування, сигарети і 610 мішків пошти                                     | 494    | 272      | США                | SC-118 |
| 7 лютого 1943    | Kalliopi                       | Торговий пароплав    | 4,965  | 6500 тонн сталі і пиломатеріалів                                                                                 | 36     | 4        | Королівство Греція | SC-118 |
| 8 лютого 1943    | Newton Ash                     | Торговий пароплав    | 4,625  | 6500 тонн зерна, військових товарів і пошти                                                                      | 42     | 38       | Британська імперія | SC-118 |
| 11 травня 1943   | Antigone                       | Торговий пароплав    | 4,545  | 7800 тонн зерна, 255 тонн генеральних вантажів і 250 вантажних автомобілів                                       | 46     | 3        | Британська імперія | SC-129 |
| 11 травня 1943   | Grado                          | Торговий пароплав    | 3,082  | 1000 тонн сталі і 3000 тонн пиломатеріалів                                                                       | 36     | 0        | Норвегія           | SC-129 |

## Звання
- Кандидат в офіцери (1 квітня 1930)
- Морський кадет (10 жовтня 1930)
- Фенріх-цур-зее (1 січня 1932)
- Оберфенріх-цур-зее (1 квітня 1934)
- Лейтенант-цур-зее (1 жовтня 1934)
- Оберлейтенант-цур-зее (1 червня 1936)
- Капітан-лейтенант (1 квітня 1939)
- Корветтен-капітан (1 квітня 1943)

## Нагороди
- Медаль «За вислугу років у Вермахті» 4-го класу (4 роки; 2 жовтня 1936)
- Медаль «У пам'ять 1 жовтня 1938 року» (20 грудня 1939)
- Нагрудний знак підводника (18 лютого 1942)
- Залізний хрест
  - 2-го класу (18 лютого 1942)
  - 1-го класу (7 серпня 1942)
- Лицарський хрест Залізного хреста (9 лютого 1943)